# Daschly
Koordinaten: 37° 5′ 30″ N, 66° 24′ 30″ O
Daschly (Dašlī) ist eine Oase im Norden von Afghanistan, südlich des Amudarja gelegen, in der Provinz Dschuzdschan. Teile der Oase liegen auch in Turkmenistan. Hier konnten bei archäologischen Untersuchungen 41 antike Fundorte lokalisiert werden. Mehrere dieser Fundstätten sind von besonderer Bedeutung.
Bei Daschly 1 handelt es sich um eine 99 × 85 m große Festung mit runden Ecktürmen und noch ca. 3 bis 4 m hohen Mauern, die einst vielleicht bis zu 8 m hoch waren. Im Inneren der Ummauerung fanden sich Reste einer vermutlich vollkommen überdachten dichten Bebauung, in der es selbst keine Gassen und Wege gab. Neben der wahrscheinlich von lokalen Herrschern bewohnten Festung, kamen Reste einer Unterstadt zu Tage.
Daschly 3 (37/07 N – 66/26 E) war zunächst ein Palast, der etwa 88 × 84 m groß war. Er bestand aus einem quadratischen Inneren mit Wohnbauten und befestigten Außenmauern, die T-förmig angelegt waren. Nachdem dieser Palast verlassen worden war, wurde hier eine Festung errichtet. Sie war rechteckig mit einer Seitenlänge von etwa 150 × 130 m und war von einem tiefen Graben umgeben und ummauert. Im Inneren fand sich wiederum eine dichte Bebauung, die kaum Raum für Wege oder Gassen ließ. Das Innere war durch drei Mauern unterteilt. Im Zentrum stand ein stark befestigter Rundbau, bei dem es sich vielleicht um einen Palast handelte, außen herum gab es zwei weitere, runde Mauerringe, die jeweils ein Wohngebiet von dem nächsten abgrenzten.
Daschly-30 Es handelt sich um die Reste eines stark befestigten, früheisenzeitlichen Dorfes.
Die Anlagen datieren wahrscheinlich in die Mitte des zweiten vorchristlichen Jahrtausends und gehören der sogenannten Oasenkultur an.